# Elecciones parlamentarias de Estonia de 1920
Las elecciones parlamentarias de Estonia de 1920 se celebraron entre el 27 y 29 de noviembre de ese año. 

## Sistema electoral
Se eligieron 100 diputados para el nuevo Riigikogu mediante listas de partidos en 10 regiones, lo que permitió que un partido o bloque electoral presentara varias listas en una misma región. Los escaños se distribuyeron a nivel estatal, donde los votos para las diferentes listas se sumaban según su afiliación política y luego se distribuían mediante el sistema d'Hondt. Posteriormente, los escaños de un partido o bloque se distribuían entre las diferentes listas de esa fuerza política utilizando la misma fórmula.

## Resultados
| Partido                            | Partido                                        | Votos   | %      | Escaños | +/–   |
| ---------------------------------- | ---------------------------------------------- | ------- | ------ | ------- | ----- |
|                                    | Partido Laborista de Estonia                   | 99.030  | 21,02  | 22      | -8    |
|                                    | Asambleas de Granjeros                         | 97.825  | 20,76  | 21      | +13   |
|                                    | Partido Socialdemócrata Obrero Estonio         | 80.211  | 17,02  | 18      | -23   |
|                                    | Partido Socialista Obrero Independiente        | 50.119  | 10,64  | 11      | +4    |
|                                    | Partido Popular Estonio                        | 48.972  | 10,39  | 10      | -15   |
|                                    | Partido Popular Cristiano                      | 35.420  | 7,52   | 7       | +2    |
|                                    | Frente Unido de Trabajadores                   | 24.849  | 5,27   | 5       | Nuevo |
|                                    | Partido Balto-Alemán                           | 18.444  | 3,91   | 4       | +1    |
|                                    | Unión Nacional Rusa                            | 4.744   | 1,01   | 1       | 0     |
|                                    | Grupo Económico                                | 4.948   | 1,05   | 1       | Nuevo |
|                                    | Unión Popular Rusa                             | 3.876   | 0,82   | 0       | Nuevo |
|                                    | Ciudadanos de la República en el lago Peipus   | 1.344   | 0,29   | 0       | Nuevo |
|                                    | Hombres de Nuestras Esteras                    | 614     | 0,13   | 0       | Nuevo |
|                                    | Ejército de Combate de la República de Estonia | 221     | 0,05   | 0       | Nuevo |
|                                    | Minoría Judía                                  | 211     | 0,04   | 0       | Nuevo |
|                                    | Minoría Nacional Judía                         | 184     | 0,04   | 0       | Nuevo |
|                                    | Grupo Cristiano                                | 168     | 0,04   | 0       | Nuevo |
|                                    | Votantes elegibles de la parroquia de Kuigatsi | 48      | 0,01   | 0       | Nuevo |
| Total                              | Total                                          | 471.228 | 100.00 | 100     | -20   |
|                                    |                                                |         |        |         |       |
| Votantes registrados/participación | Votantes registrados/participación             | 653.000 | 72,16  |         |       |
| Fuente: Nohlen & Stöver            |                                                |         |        |         |       |